# Provinciale weg 470
De provinciale weg N470 is een provinciale weg in de provincie Zuid-Holland. De weg vormt een verbinding tussen de A4 ter hoogte van Delft-Zuid en de A12 ten zuiden van Zoetermeer. Tussen Delft en Pijnacker heeft de weg voorts een aansluiting op de A13 richting Den Haag en Rotterdam.

## Delft-Zuid
Het westelijke deel van de N470, lokaal bekend als de Kruithuisweg en genoemd naar het zeventiende-eeuwse Kruithuis, bestaat al gedeeltelijk sinds de jaren 60 van de 20e eeuw, en in zijn huidige loop sinds medio jaren 90 toen de A4 werd doorgetrokken van Rijswijk naar Delft-Zuid.
De Kruithuisweg loopt langs de tussen 1965 en 1990 aangelegde woonwijken in Delft-Zuid en verbindt de autosnelwegen A4 en A13. De Kruithuisweg heeft 2x2-rijstroken en bestaat uit een gelijkvloers gedeelte met enkele verkeerslichten tussen de aansluiting met de A4 en de kruising met de Voorhofdreef/Tanthofdreef. De belangrijkste kruising tussen de A4 en A13 is die met de Prinses Beatrixlaan, de voormalige provinciale weg 15. Er geldt een maximumsnelheid van 80 km/u en bij de kruispunten geldt een maximumsnelheid van 50 km/u.
Daarna volgt een ongelijkvloers gedeelte waarin onder meer de spoorlijn Den Haag-Rotterdam en de Delftse Schie (met een basculebrug, de Kruithuisbrug) worden gekruist. Op dit wegvlak, dat een autoweg is, geldt sinds januari 2024 een maximumsnelheid van 80 km/u, waar dit voorheen 100 km/u was. Tevens zijn twee lokale aansluitingen in de weg opgenomen. De aansluiting met de A13 vindt plaats bij afrit 10 van deze weg (Delft Zuid).

## Delft - Zoetermeer
De N470 tussen Delft en Zoetermeer verbindt de A13 bij Delft met de A12 bij Zoetermeer. Het gedeelte Pijnacker-Zoetermeer is medio 2007 geopend, en het gedeelte Delfgauw-Pijnacker in april 2008; het gedeelte aansluiting A13-Delfgauw was al enkele jaren eerder geopend, ter ontsluiting van de woonwijk Emerald en het bedrijventerrein Ruyven in Delfgauw. De weg heeft 2x1 rijstroken en is ingericht als gebiedsontsluitingsweg met een maximumsnelheid van 80 km/u volgens het Duurzaam Veilig-principe, dus met gescheiden rijbanen en rotondes.
In oktober 2019 is een rotonde aangelegd op de aansluiting met de Oostelijke Randweg Pijnacker. In oktober-november 2019 is de rotonde met de Laan van Ruyven (aansluiting naar Delfgauw en  ten oosten van de A13 omgebouwd van turborotonde tot kruispunt met verkeerslichten.

## Pijnacker - Rotterdam
In de oorspronkelijke plannen voor de N470 was ook voorzien in een Zuidtak, van Pijnacker naar Rotterdam; de hierboven vermelde gedeelten van de weg hadden de benamingen Westtak (Delft-Pijnacker) en Oosttak (Pijnacker-Zoetermeer). Gedurende het project van de aanleg van de N470 is besloten de Zuidtak een ander nummer te geven: N471. De aanduidingen Westtak en Oosttak worden nu niet meer gebruikt.

## Opening
Enkele duizenden mensen hebben zaterdag 14 juli 2007 de N470 bij Pijnacker bezet. De 'bezetting' van de N470 bij Pijnacker vormde de ludieke opening van de weg die Rotterdam, Delft en Zoetermeer met elkaar verbindt. Het nieuwe deel van de N470 biedt bewoners en bedrijven in Pijnacker-Nootdorp en Berkel en Rodenrijs een betere verbinding. In september 2007 werden er met de Zeppelin NT enkele tochten gehouden in de omgeving rondom te weg voor personen die iets te maken hebben of hadden met de weg, of overlast hadden door de bouw van de weg.
Op 24 april 2008 werd het deel tussen Delfgauw en Pijnacker geopend door de vier bestuurders van de samenwerkende partijen. Een dag later konden weggebruikers de weg benutten.

## Afbeeldingen

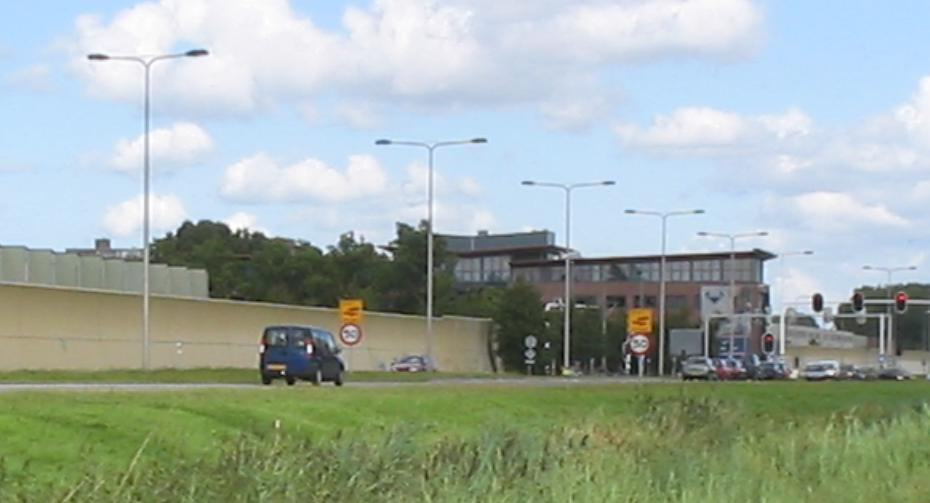
Kruithuisweg te Delft (augustus 2005).
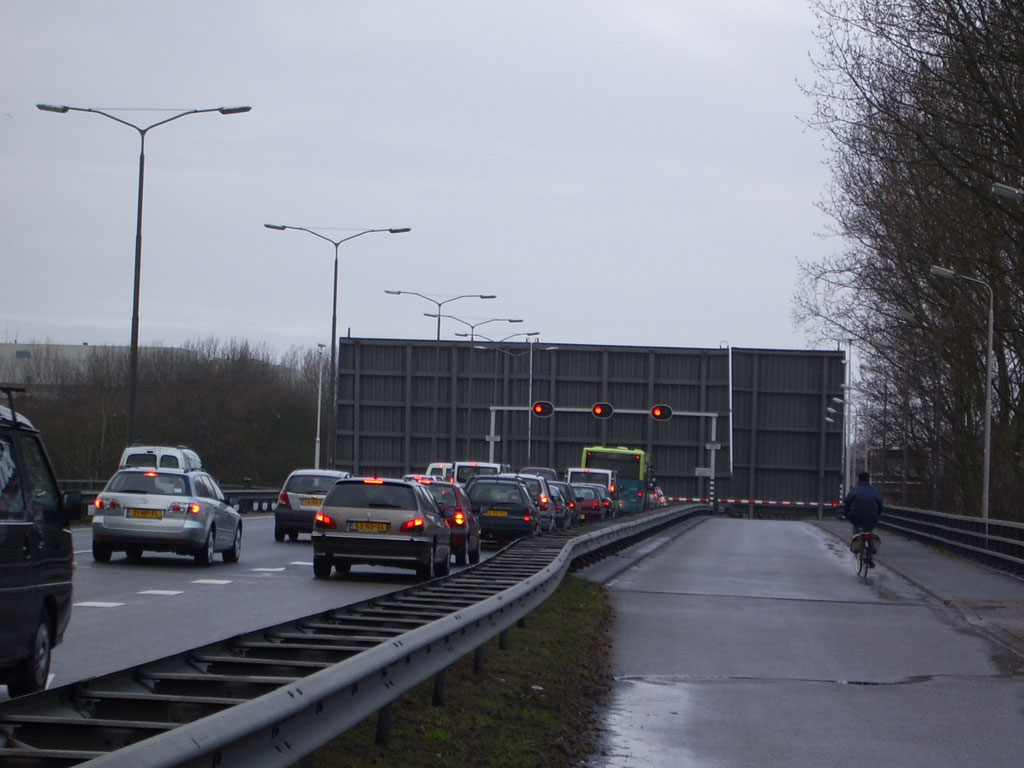
Kruithuisbrug te Delft in geopende toestand (maart 2006).
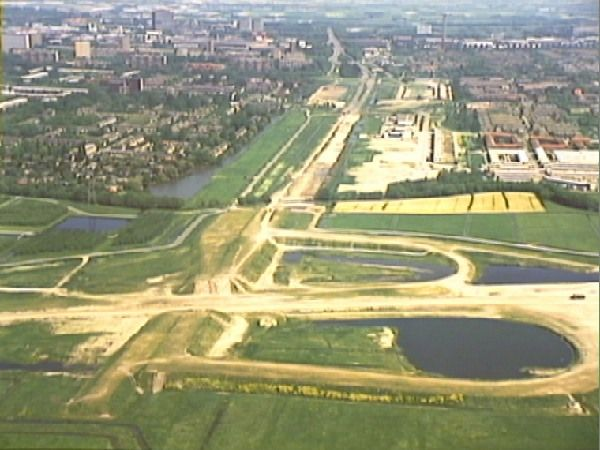
In 1992 werden zandlichamen aangebracht om de Kruithuisweg te verlengen naar het eindpunt van de in aanbouw zijnde A4 (bron:Rijkswaterstaat).
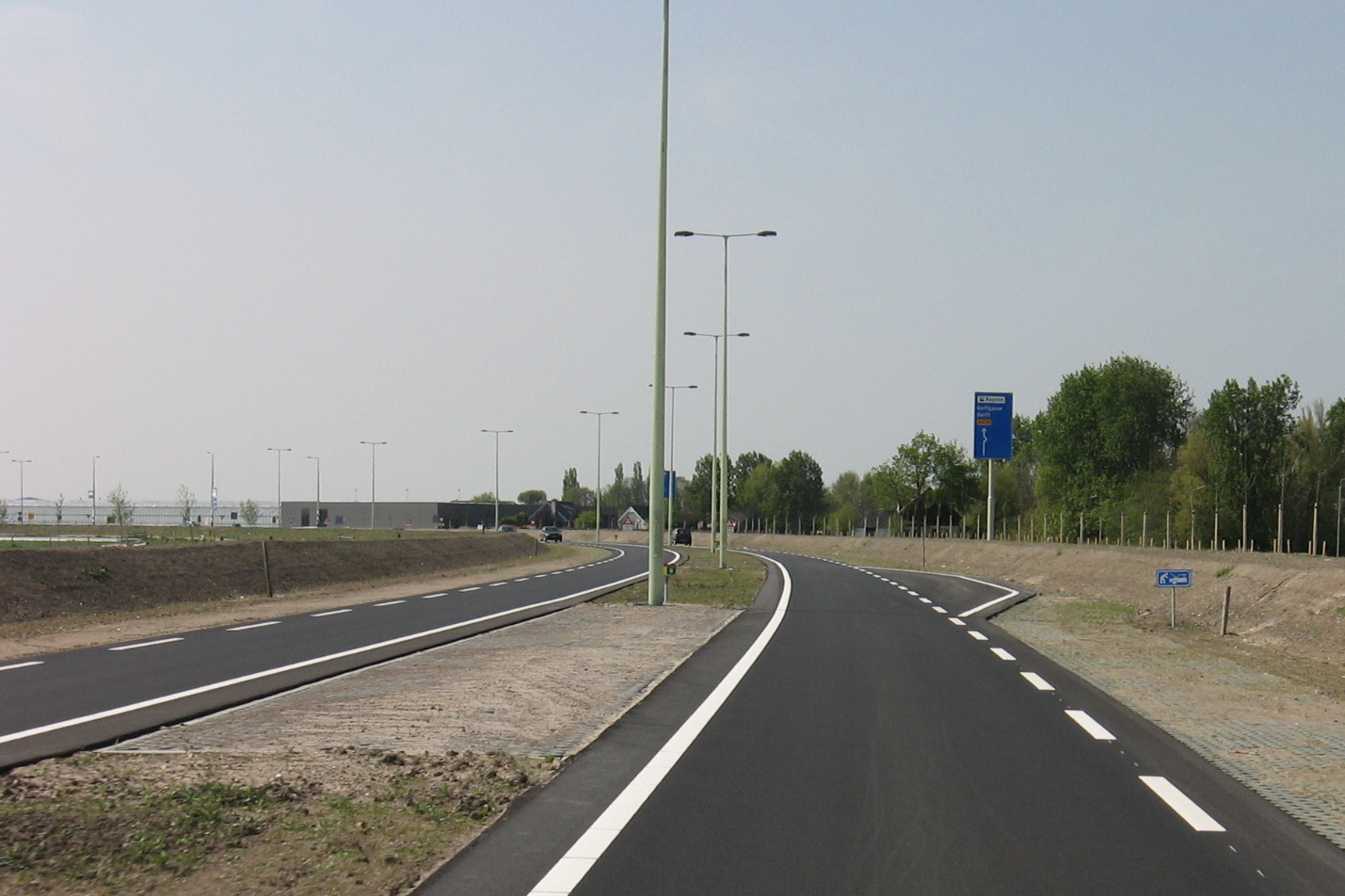
Nieuw geopend deel tussen Delft en Pijnacker (mei 2008)
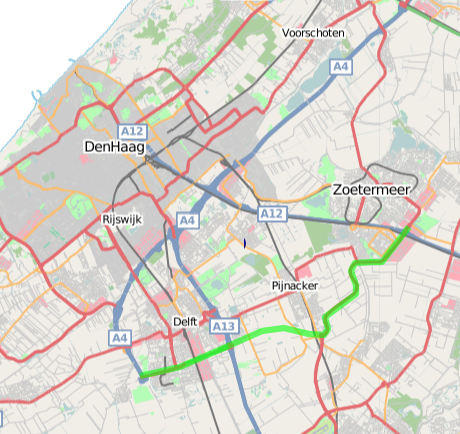
Detailkaart traject

N23 · N194 · N196 · N197 · N198 · N199 · N200 · N201 · N202 · N203 · N204 · N205 · N206 · N207 · N208 · N209 · N210 · N211 · N212 · N213 · N214 · N215 · N216 · N217 · N218 · N219 · N220 · N221 · N222 · N223 · N224 · N225 · N226 · N227 · N228 · N229 · N230 · N231 · N232 · N233 · N234 · N235 · N236 · N237 · N238 · N239 · N240 · N241 · N242 · N243 · N244 · N245 · N246 · N247 · N248 · N249 · N250 · N307

N401 · N402 · N403 · N404 · N405 · N406 · N407 · N408 · N409 · N410 · N411 · N412 · N413 · N414 · N415 · N416 · N417 · N418 · N419 · N420 · N421 · N439 · N440 · N441 · N442 · N443 · N444 · N445 · N446 · N447 · N448 · N449 · N450 · N451 · N452 · N453 · N454 · N455 · N456 · N457 · N458 · N459 · N460 · N461 · N462 · N463 · N464 · N465 · N466 · N467 · N468 · N469 · N470 · N471 · N472 · N473 · N474 · N475 · N476 · N477 · N478 · N479 · N480 · N481 · N482 · N483 · N484 · N487 · N488 · N489 · N490 · N491 · N492 · N493 · N494 · N495 · N496 · N497 · N498 · N501 · N502 · N503 · N504 · N505 · N505 (Andijk) · N506 · N507 · N508 · N509 · N510 · N511 · N512 · N513 · N514 · N515 · N516 · N517 · N518 · N519 · N520 · N521 · N522 · N523 · N524 · N525 · N526 · N527 · N806 · N830 · N848

Cursief vermelde wegen zijn voormalige Provinciale wegen